# Ground Zero: In Your House
Ground Zero: In Your House was een professioneel worstel-pay-per-view (PPV) evenement dat georganiseerd werd door de World Wrestling Federation (WWF, nu WWE). Het was de 17e editie van In Your House en vond plaats op 7 september 1997 in het Louisville Gardens in Louisville, Kentucky.

## Matches
| Nr. | Match | Winnaar(s)        | Opmerkingen                                                                             | Bron  |
| --- | --- | ----------------- | --------------------------------------------------------------------------------------- | ----- |
| 1   | Brian Pillman vs. Goldust (met Marlena) | Brian Pillman     | Eén-op-één match.                                                                       | [ 2 ] |
| 2   | Brian Christopher vs. Scott Putski | Brian Christopher | Eén-op-één match. Christopher won door een count out.                                   | [ 2 ] |
| 3   | Savio Vega vs. Crush vs. Faarooq | Savio Vega        | Triple threat match.                                                                    | [ 2 ] |
| 4   | Max Mini vs. El Torito | Max Mini          | Eén-op-één match.                                                                       | [ 2 ] |
| 5   | The Headbangers (Mosh & Thrasher) vs. The Godwinns (Henry O. Godwinn & Phineas I. Godwinn) vs. The Legion of Doom (Animal & Hawk) vs. Owen Hart & The British Bulldog | The Headbangers   | Tag team 4-Way Elimination match voor het vacante WWF Tag Team Championship.            | [ 2 ] |
| 6   | Bret Hart (c) vs. The Patriot | Bret Hart         | Eén-op-één match voor het WWF World Heavyweight Championship. Hart won door submission. | [ 2 ] |
| 7   | Shawn Michaels vs. The Undertaker | N.V.T.            | Eén-op-één match. De match eindigde in no contest.                                      | [ 2 ] |